# Klein Fedderwarden
Klein Fedderwarden ist als Bauerschaft ein Ortsteil von Burhave in der Gemeinde Butjadingen im Landkreis Wesermarsch.

## Geschichte
Klein Fedderwarden ist ein Wurtendorf. Klein Fedderwarden wurde 1739 ausgedeicht, denn die Wurten hatten im Grund einen Bruch. Sie wurden jedoch neu begründet. 1836 wurde Klein Fedderwarden zu Sinsum gerechnet, ab 1841 wurde es als selbstständige Bauerschaft gewertet.

## Demographie
| Jahr | Einwohner |
| ---- | --------- |
| 1675 | 97        |
| 1762 | 87        |
| 1783 | 81        |
| 1804 | 105       |
| 1815 | 79        |
| 1855 | 118       |
| 1895 | 91        |
| 1925 | 86        |
| 1950 | 133       |
| 1961 | 94        |
| 1970 | 77        |